# Бушуй (село)
Бушуй — село в Пировском районе Красноярского края. Административный центр Бушуйского сельсовета.

## География
Село находится на расстоянии примерно в 17 км (по прямой) к югу от села Пировское, административного центра района.

### Климат
Климат резко континентальный. Самый теплый месяц — июль, со средней температурой +17,8 °С, с абсолютным максимумом +34,6 °С. Самый холодный месяц — январь: средняя температура составляет –20,1 °С, абсолютный минимум –52,5 °С. 

## История
Впервые упоминается в 1783 году. В 1792 году в селе числилось 23 двора, проживало 156 жителей. В 1926 году учтено 467 жителей. В советское время работали колхозы «Молодой коммунар» и «Сибиряк». 

## Население
| 2010 |
| ---- |
| 148  |

### Национальный состав
Согласно результатам переписи 2002 года, в национальной структуре населения русские составляли 79 % из 208 чел.